# Đặng Thành Tâm
Đặng Thành Tâm (sinh 1964) là nhà kinh doanh nổi tiếng ở Việt Nam, học chuyên ngành Kỹ sư Hàng hải (đại học Hàng Hải, Hải Phòng), từng công tác tại công ty vận tải biển Sài Gòn (1988-1996). Ông học thêm hai ngành luật, quản trị kinh doanh và có bằng cử nhân luật, cử nhân quản trị kinh doanh, ngoại giao kinh tế của trường Henley Management, Anh Quốc. Ông Tâm là em trai của cựu đại biểu Quốc hội Đặng Thị Hoàng Yến, người đã phải từ nhiệm từ giữa năm 2012 do bị phát giác là khai báo lý lịch không trung thực. Theo thống kê đến hết năm 2014 ông là người giàu thứ 15 trên sàn chứng khoán Việt Nam với tổng tài sản 1.213 tỷ đồng.

## Thân thế
Đặng Thành Tâm sinh năm 1964 tại thành phố Hải Phòng, có cha là người miền Nam tập kết ra Bắc, còn mẹ là người Hải Phòng. Năm 1976, sau khi thống nhất đất nước, Đặng Thành Tâm theo gia đình vào Thành phố Hồ Chí Minh. Đến năm 1982, Đặng Thành Tâm trở lại quê hương để theo học Đại học Hàng hải Việt Nam.

## Sự nghiệp
Ông là một doanh nhân Việt Nam, được xếp hạng là người giàu nhất ở Việt Nam năm 2007 và thứ ba Việt Nam năm 2008, 2009 và 2010 dựa trên giá trị cổ phiếu sở hữu . Ông là chủ tịch hội đồng quản trị kiêm tổng giám đốc của các công ty đã niêm yết trên các sở giao dịch chứng khoán Việt Nam: Công ty Phát triển Đô thị Kinh Bắc, Công ty Đầu tư và Công nghiệp Tân Tạo, Công ty Công nghệ Viễn thông Sài Gòn.

Biểu trưng

Năm 2007, sau khi Công ty Phát triển Đô thị Kinh Bắc và Công ty Đầu tư và Công nghiệp Tân Tạo niêm yết, ông Tâm đã nhanh chóng leo lên vị trí người giàu nhất Việt Nam. Năm 2008, thêm một thành viên của Tập đoàn đầu tư Sài Gòn (Saigon Investment Group) lên sàn, đó là Công ty Công nghệ Viễn thông Sài Gòn (mã chứng khoán SGT), Đặng Thành Tâm có dịp công khai thêm nhiều cổ phiếu mà ông đang sở hữu. Tuy nhiên do thị trường tuột dốc, khối lượng cổ phiếu khổng lồ của ông Tâm (45 triệu KBC, 7,4 triệu ITA và 13,86 triệu SGT) chỉ còn có giá trị tương đương 3.280 tỷ đồng. Giá trị tài sản giảm gần một nửa so với năm 2007, nên ông Tâm phải nhường vị trí số 1 cho Bầu Đức, và lui về hàng thứ 3. Ông nói lưu loát tiếng Anh.
Không chỉ tham gia điều hành kinh doanh, ông Đặng Thành Tâm tham dự tích cực vào hoạt động hội nhập kinh tế quốc tế. Năm 2006, ông là thành viên hội đồng tư vấn kinh doanh APEC, thành viên tư vấn cao cấp chương trình hỗ trợ kỹ thuật hậu WTO của Chính phủ Việt Nam, chủ tịch diễn đàn doanh nghiệp Việt – Nhật. Năm 2009, ông là chủ tịch câu lạc bộ CEO Việt Nam, chủ tịch câu lạc bộ Sao vàng Đất Việt. Từ năm 2010, ông là ủy viên ban chấp hành Phòng thương mại và công nghiệp Việt Nam. Năm 2011, ông là thành viên tư vấn Diễn đàn kinh tế thế giới (WEF). Ông rất chú trọng đến việc phát triển giáo dục và thể thao. Từ năm 2009, ông là phó chủ tịch liên đoàn Vovinam Việt Nam và Liên đoàn Vovinam quốc tế. Năm 2011, ông là chủ tịch hội đồng quản trị trường đại học dân lập Hùng Vương. Ông đưa ra mô hình đại học không vụ lợi, với mong muốn nâng cao chất lượng giáo dục và đào tạo, chuẩn bị nguồn nhân lực chất lượng cho công cuộc hội nhập kinh tế quốc tế. Tuy nhiên, vào tháng 3 năm 2012 vì sai phạm về nguyên tắc quản lý ông bị đình chỉ chức Chủ tịch và Hiệu trưởng Đại học này, cơ sở mà ông hỗ trợ tài chính.

## Sự nghiệp chính trị
Ngoài công việc kinh doanh, ông Đặng Thành Tâm còn là Đại biểu Hội đồng nhân dân Huyện Bình Chánh Khóa VIII, và là Đại biểu Quốc hội khóa XIII nhiệm kỳ 2011-2016 
Tháng 4 năm 2016, Đặng Thành Tâm tiếp tục ứng cử Đại biểu Quốc hội Việt Nam khóa 14 tại Thành phố Hồ Chí Minh. Tuy nhiên, ông bị loại ở vòng hiệp thương thứ ba.

## Tặng thưởng
Đặng Thành Tâm là doanh nhân ngoài quốc doanh đầu tiên nhận Huân chương Lao động hạng nhất của Chủ tịch nước . Ông còn được tặng thưởng: Huân chương Lao động hạng nhì và hạng ba của Chủ tịch nước; Bằng khen của Thủ tướng Chính phủ; Bằng khen của Ủy ban nhân dân thành phố; Bằng khen của Nhật hoàng; và nhiều bằng khen, giấy khen khác.

## Bê bối tại Đại học Hùng Vương
Từ năm 2010 khi trường Đại học Hùng Vương được phép chuyển đổi thành trường Đại học tư thục, mâu thuẫn nội bộ bắt đầu xuất hiện giữa những nhà đầu tư mới và tập thể sư phạm cũng như nhân viên, cán bộ quản lý của trường. Sau khi thanh tra vào tháng 8/2011 vì nhiều sai sót về tài chính, bổ nhiệm cán bộ, ông Đặng Thành Tâm bị tạm đình chỉ chức vụ chủ tịch hội đồng quản trị, ông Lê Văn Lý bị tạm đình chỉ chức vụ hiệu trưởng. Ngày 6-3-2012 Bộ GD-ĐT đã quyết định đình chỉ tuyển sinh năm 2012 đối với Trường Đại học Hùng Vương TP.HCM. Quyết định đình chỉ tuyển sinh kéo dài đến nay do trường chưa khắc phục được những nguyên nhân dẫn đến bị đình chỉ. Hiện tại, hội đồng quản trị đã chấm dứt hợp đồng lao động với 82 cán bộ, giảng viên đồng thời thông báo điều này với 26 trường hợp còn lại.
Ngày 18 tháng 10 năm 2016 Chủ tịch UBND TP.HCM đã công nhận ông tiếp tục là Chủ tịch Hội đồng quản trị trường Đại học Hùng Vương.